# Aurelijus Skarbalius
Aurelijus Skarbalius (Vilnius, 12 maggio 1973) è un allenatore di calcio ed ex calciatore lituano, di ruolo difensore o centrocampista, tecnico dello Køge fino al 21 giugno 2021.

## Carriera
Comincia la sua carriera in Lituania, per poi trasferirsi in Danimarca.

## Palmarès

### Giocatore

#### Club
- Campionato di calcio danese: 4

Brøndby: 1995-1996, 1996-1997, 1997-1998, 2001-2002

### Nazionale
- Coppa del Baltico: 1

1991

### Allenatore

#### Competizioni nazionali
- Coppa di Lituania: 1

Zalgiris: 2018
- Supercoppa di Lituania: 1

Zalgiris: 2017